# Quadrula aurea
Quadrula aurea är en musselart som först beskrevs av I. Lea 1859.  Quadrula aurea ingår i släktet Quadrula och familjen målarmusslor. Inga underarter finns listade i Catalogue of Life.